# David Vaněček (1991)
David Vaněček (* 9. března 1991 v Plané u Mariánských Lázní) je bývalý profesionální český fotbalový útočník, který hraje za Horšovský Týn.

## Klubová kariéra
Svoji fotbalovou kariéru začal ve Viktorii Plzeň, ve které prošel všemi věkovými kategoriemi.

### FC Viktoria Plzeň
V lednu 2010 se propracoval do prvního mužstva, kde v ročníku 2009/10 odehrál dva zápasy, v nichž se neprosadil. V následující sezoně nastoupil ke dvěma střetnutím, kdy branku nevstřelil. Podílel se částečně na zisku mistrovského titulu.

### FK Spartak MAS Sezimovo Ústí (hostování)
V srpnu 2011 zamířil na hostování do Spartaku MAS Sezimovo Ústí. Za tým kvůli zranění odehrál pouze 4 zápasy, ve kterých se střelecky neprosadil.

### FK Ústí nad Labem (hostování)
Před sezonou 2011/12 zamířil na rok hostovat do FK Ústí nad Labem. Za tým vstřelil během celého svého angažmá dohromady 2 branky ve 11 utkáních.

### FC Graffin Vlašim (hostování)
Před jarní částí téhož ročníku vedly hráčovy kroky taktéž na hostování do Graffinu Vlašim. Ve dvanácti zápasech za mužstvo 3× rozvlnil síť.

### FK Baník Sokolov (hostování)
V létě 2012 odešel na hostování do Baníku Sokolov, kde se setkal se svým bratrancem Davidem Vaněčkem, který v minulosti působil taktéž v Plzni. V 16 zápasech nastřílel 6 gólů.

### FC Vysočina Jihlava (hostování)
V lednu 2013 zamířil na testy do Vysočiny Jihlava, kde se hned v prvním zápase uvedl dvěma góly do sítě Slovácka. Během testování zaujal vedení Vysočiny a to se rozhodlo pro jeho angažování formou půlročního hostování s možností uplatnění opce. Pro hráče to byla možnost prosadit se v Gambrinus lize. Odehrál celkem 6 utkání, v nichž se z branky neradoval.

### FC Hradec Králové
Před sezonou 2013/2014 odešel na roční hostování s opcí do Hradce Králové. V mužstvu zažil velmi povedený podzim, když se ve 14 zápasech prosadil celkem 13× a nastřílel tak více branek než ve všech předcházejících angažmá. V střetnutí s Českými Budějovicemi vsítil svůj první hattrick v kariéře.
Po půl roce klub s předstihem využil opci ve smlouvě a hráče vykoupil z Plzně. S mužstvem podepsal fotbalista kontrakt do 30. 6. 2016. 13. 5. 2014 se na tréninku zranil a mužstvu chyběl do konce ročníku. Za tým odehrál během ročníku 2013/2014 23 utkání a vstřelil 17 branek. V této sezoně se stal hráč nejlepším střelcem mužstva a celé 2. ligy. Klub se navíc po roce vrátil do nejvyšší soutěže, když skončil na druhém místě tabulky. Po roce však klub sestoupil zpět do druhé ligy. 29. října 2015 podepsal s týmem nový kontrakt do léta 2017.

### FK Teplice
V prosinci 2015 podepsal smlouvu platnou od ledna 2016 v FK Teplice.

### Heart of Midlothian FC
Od 1. 1. 2019 do léta 2019 byl hráčem skotského týmu Heart of Midlothian FC. Poté odešel po vzájemné dohodě do maďarského klubu Puskás Akadémia FC.

### Puskás Akadémia FC
22. července 2019 odešel do maďarské Puskás Akadémie zadarmo. Po sezóně a půl odešel do jiného maďarského klubu, konkrétně do DVTK z Miskolce.

### DVTK
28. ledna 2021 taktéž zadarmo přestoupil do DVTK. Za půl roku stihl odehrát 14 zápasů a vstřelit dvě branky. V následujícím přestupovém období odešel do Sigmy Olomouc.

### SK Sigma Olomouc
1. července 2021 odešel zadarmo do prvoligové Sigmy Olomouc. Celé angažmá střídal A i B-tým. V létě 2023 klub opustil.

### SFC Opava
3. července 2023 přestoupil do opavského celku zadarmo. Měl roční kontrakt, který po sezóně neprodloužil.
Po této sezoně ukončil profesionální kariéru.

### USV Oed/Zeillern
Dne 16. července 2024 přestoupil jako volný hráč do tohoto neprofesionálního klubu ze severu Rakouska.

### FC Dynamo Horšovský Týn
Od roku 2025 nastupuje za Horšovský Týn.

## Klubové statistiky
Aktuální k 18. červnu 2024.
| Sezóna  | Klub                        | Soutěž               | Zápasy | Góly |
| ------- | --------------------------- | -------------------- | ------ | ---- |
| 2009/10 | FC Viktoria Plzeň           | 1. liga              | 2      | 0    |
| 2010/11 | FC Viktoria Plzeň           | 1. liga              | 2      | 0    |
| 2010/11 | FK Sezimovo Ústí (host.)    | 2. liga              | 4      | 0    |
| 2011/12 | FK Ústí nad Labem (host.)   | 2. liga              | 11     | 2    |
| 2011/12 | FC Graffin Vlašim (host)    | 2. liga              | 12     | 3    |
| 2012/13 | FK Baník Sokolov (host.)    | 2. liga              | 16     | 6    |
| 2012/13 | FC Vysočina Jihlava (host.) | 1. liga              | 6      | 0    |
| 2013/14 | FC Hradec Králové           | 2. liga              | 23     | 17   |
| 2014/15 | FC Hradec Králové           | 1. liga              | 20     | 4    |
| 2015/16 | FC Hradec Králové           | 2. liga              | 11     | 1    |
| 2015/16 | FK Teplice                  | 1. liga              | 3      | 0    |
| 2016/17 | FK Teplice                  | 1. liga              | 28     | 7    |
| 2017/18 | FK Teplice                  | 1. liga              | 29     | 10   |
| 2018/19 | FK Teplice                  | 1. liga              | 16     | 1    |
| 2018/19 | Heart of Midlothian FC      | Scottish Premiership | 5      | 0    |
| 2019/20 | Puskás Akadémia FC          | NB I.                | 32     | 11   |
| 2019/20 | Puskás Akadémia FC          | Magyar Kupa          | 4      | 3    |
| 2020/21 | Puskás Akadémia FC          | NB I.                | 7      | 1    |
| 2020/21 | Puskás Akadémia FC          | Magyar Kupa          | 1      | 0    |
| 2020/21 | DVTK                        | NB I.                | 14     | 2    |
| 2020/21 | DVTK                        | Magyar Kupa          | 1      | 0    |
| 2021/22 | SK Sigma Olomouc            | FORTUNA:LIGA         | 11     | 2    |
| 2021/22 | SK Sigma Olomouc            | MOL Cup              | 1      | 0    |
| 2021/22 | SK Sigma Olomouc B          | MSFL                 | 2      | 0    |
| 2022/23 | SK Sigma Olomouc            | FORTUNA:LIGA         | 8      | 0    |
| 2022/23 | SK Sigma Olomouc B          | F:NL                 | 9      | 3    |
| 2023/24 | SFC Opava                   | F:NL                 | 17     | 2    |
| 2023/24 | SFC Opava                   | MOL Cup              | 4      | 2    |